# Hordeum chilense
Hordeum chilense là một loài thực vật có hoa trong họ Hòa thảo. Loài này được Roem. & Schult. mô tả khoa học đầu tiên năm 1817.